# Frýdek-Místek (nádraží)
Frýdek-Místek je železniční stanice v centrální části okresního města Frýdek-Místek v Moravskoslezském kraji v blízkosti řeky Ostravice. Leží na jednokolejných neelektrizovaných tratích Ostrava – Valašské Meziříčí a Cieszyn – Frýdek-Místek. V těsné blízkosti stanice se nachází městské autobusové nádraží.

## Historie
Stanice byla vybudována jakožto součást trati společnosti Císařsko-královská privilegovaná Ostravsko-frýdlantská železnice (K. k. priv. Ostrau-Friedlander Eisenbahn, OFE) spojující nádraží Ostrava střed a Frýdlant nad Ostravicí. Výpravní budova byla otevřena spolu s celou dráhou 1. ledna 1871, vznikla dle typizovaného stavebního plánu železničních stanic. Průběh trasy železnice procházel zemskou hranicí Moravy na západním a Slezska na východním břehu Ostravice, byly tedy pro její plánování ustanoveny moravská a slezská komise, které měly o dráze kolejí rozhodnout. Po náročných jednáních a následných protestech neúspěšné moravské strany byly nakonec koleje položeny na slezském břehu řeky. Vzhledem k tomu, že se do sporu promítala i vzájemná rivalita měst Frýdek a Místek, bylo nádraží pojmenováno spojeným názvem Frýdek-Místek, ačkoliv se z geografického hlediska nachází na frýdecké straně řeky.
1. června 1888 byl zahájen provoz na trati postavené společností Severní dráha císaře Ferdinanda (KFNB) propojující koncovou trať v Bystřici pod Hostýnem a dráhu z Ostravy ve Frýdlantu nad Ostravicí, a dále přes Frýdek do Těšína jakožto alternativní spojení Vídně a Krakova, které tolik neohrožovala blízká hranice s Pruskem. KFNB přistavěla při jižní straně existující staniční budovy vlastní výpravní objekt režného zdiva z neomítnutých cihel navržený architektem Antonem Dachlerem. KFNB byla zestátněna již roku 1906 a její trať převzaly Císařsko-královské státní dráhy (kkStB), po roce 1918 pak Československé státní dráhy (ČSD), Ostravsko-frýdlantská železnice byla zestátněna až k 1. lednu 1936.

## Popis
Nachází se zde jedno hranové nástupiště u staniční budovy s přístřeškem a jedno kryté ostrovní nástupiště s podchody a elektronickým informačním systémem. Podchod umožňuje podejít kolejiště na západní stranu od nádraží. Opravy budovy nádraží započaly roku 2018. U severního zhlaví se nachází budova lokomotivní točna. Budova nádraží KFNB je památkově chráněna.
V listopadu 2004 bylo ve stanici aktivováno elektronické stavědlo. V souvislosti s tím světelná návěstidla nahradila původní mechanická, která byla odstraněna 27. září 2004.